# Brico
Brico est une chaîne de quincailleries belge, vendant principalement des produits de bricolage et de jardinage. Il y a plus de 150 magasins dans toute la Belgique, dont une centaine sont des franchises. Brico comprend deux enseignes : Brico (surface commerciale entre 1 500 et 13 000 m2) et BricoCity (petite surface commerciale vouée au dépannage). L'enseigne appartient avec BricoPlanit, Praxis et Formido au groupe Maxeda. Ses concurrents sont Hubo, Gamma et Mr.Bricolage.

## Histoire
En 1973, le premier magasin a ouvert ses portes à Schoten sous le nom de « Bricocenter ». L'enseigne Brico appartenait jusqu'en 2002 au groupe GIB qui l'avait vendue au groupe néerlandais Vendex, qui s'appelle depuis 2006 Maxeda,.
Aujourd’hui, il y a 140 magasins au Benelux, dont 95 en franchise sous les enseignes Brico et Brico City, un Briko Dépôt et onze enseignes BricoPlanit.

## Identité visuelle

Logo de Brico jusqu'en 2009.
Logo de Brico de 2009 à 2018.
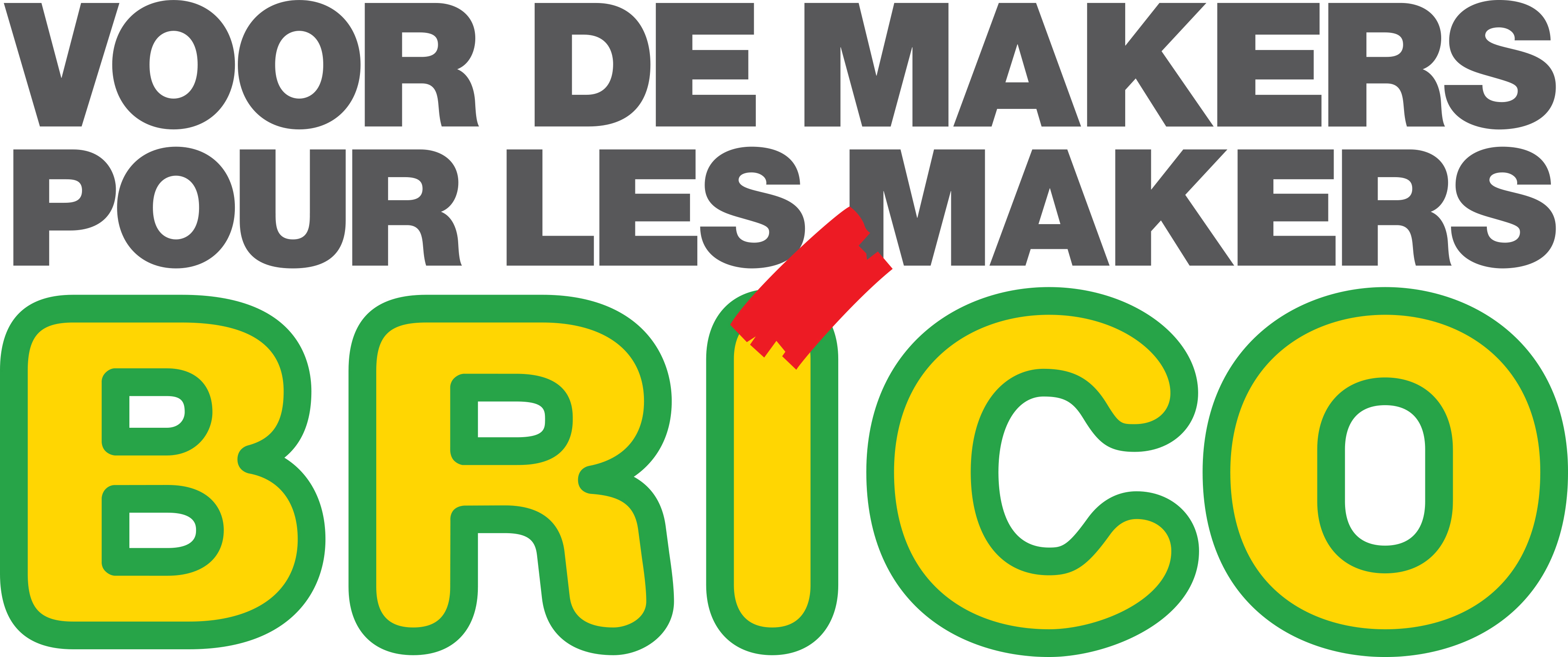
Logo de Brico avec slogan de 2015 à 2018.
Logo de Brico depuis 2018.
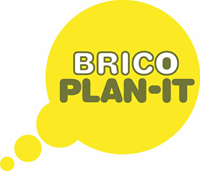
Logo de Brico Plan-it jusqu'en 2018.

## Galerie de photos

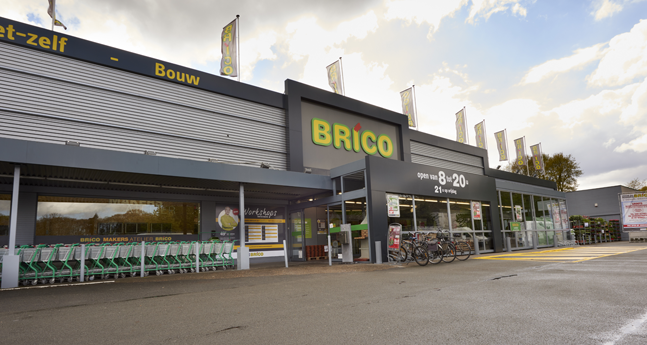
Un Brico à Saint-Denis-Westrem.
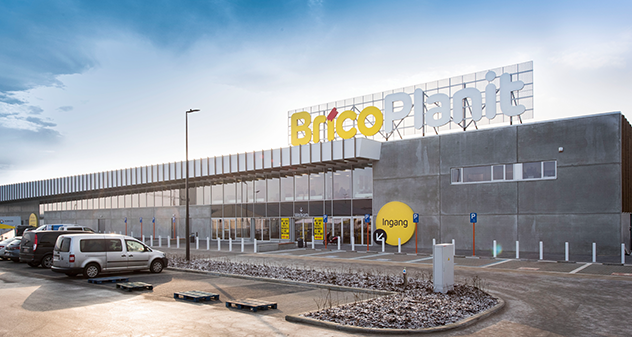
Un Brico Plan-it à Ternat.
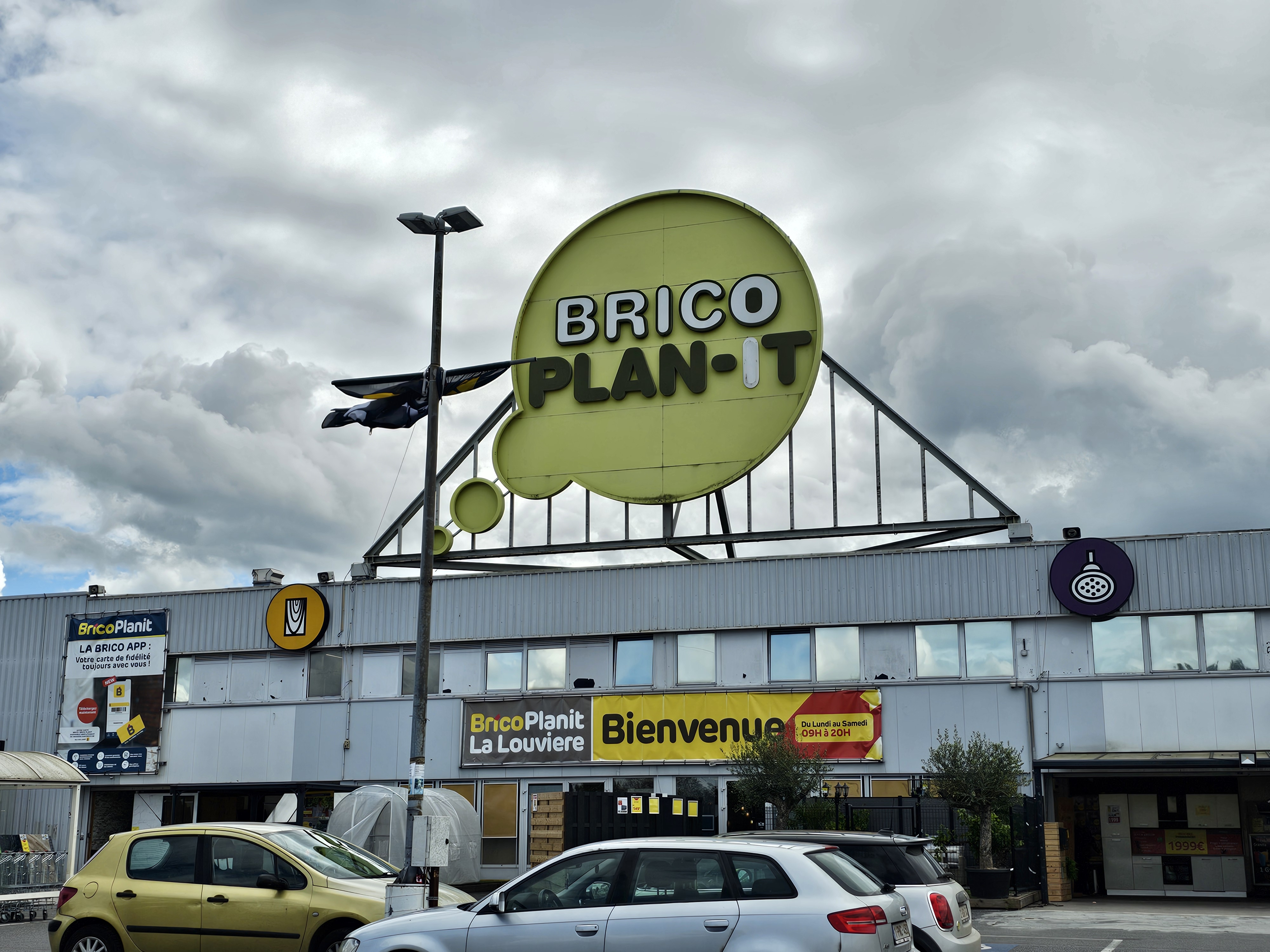
Un Brico Plan-it arborant l'ancien logo à La Louvière.
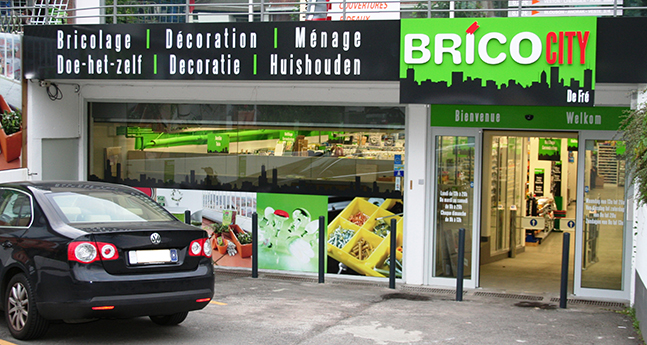
Un Brico City à Uccle.